# Royston Drenthe
Royston Ricky Drenthe (Róterdam, 8 de abril de 1987) es un exfutbolista neerlandés que jugaba como extremo izquierdo o lateral izquierdo. Su último club fue el Kozakken Boys de la Tweede Divisie de Holanda.
También ha participado en el programa de deportes español, El chiringuito de Jugones como tertuliano, el 1 de marzo del 2021.

## Trayectoria

### Feyenoord

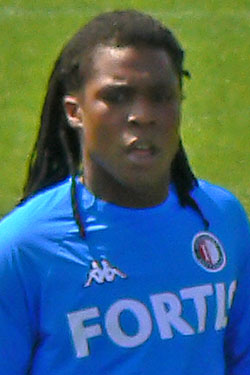
Drenthe en el Feyenoord en 2006.

Después de varios años en las categorías inferiores del Feyenoord (incluidos dos años en el Excelsior) Royston Drenthe debutó en la temporada 2005-06 en un partido contra el Vitesse en el Gelredome.
En la siguiente campaña, ya con contrato profesional, logró una plaza de titular en el equipo al lesionarse el recién fichado Phillippe Léonard y producirse la marcha de Pascal Bosschaart al ADO Den Haag. El desempeño de Royston sobre el campo fue en aumento conforme jugaba partidos.

### Real Madrid

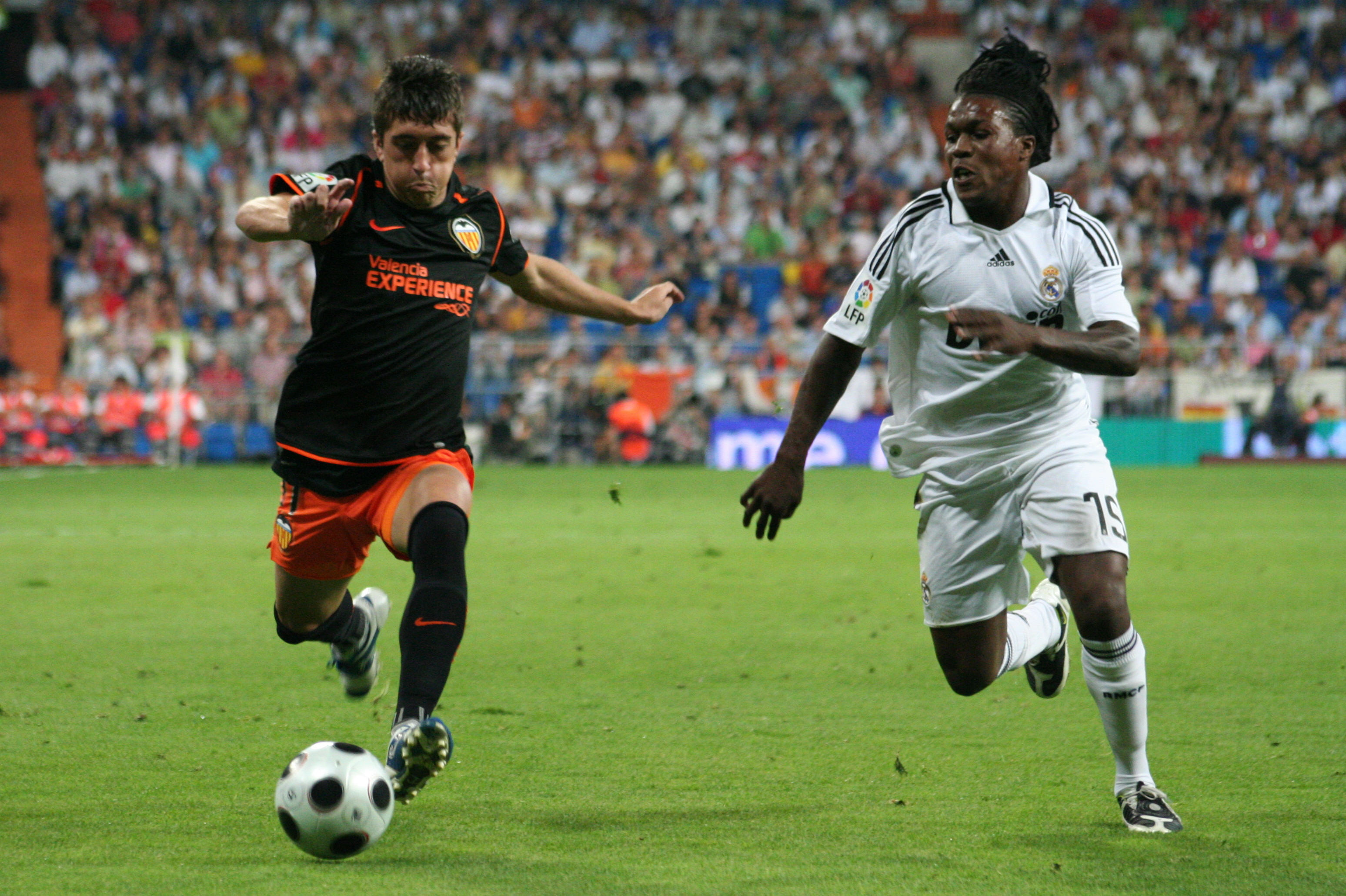
Drenthe en el 2008 con el Real Madrid.

En el verano de 2007, después de impresionar a varios ojeadores durante la Eurocopa Sub-21 donde fue nombrado Golden player, ficha por el Real Madrid en una operación que rondó los 13,5 millones de euros.
El 20 de agosto de 2007, en la vuelta de la Supercopa de España ante el Sevilla FC, debutó en el Bernabéu en partido oficial, marcando un soberbio gol tras un potente disparo desde fuera del área. Sin embargo, Drenthe no entró en los planes de ninguno de los entrenadores que tuvo en los años siguientes: Bernd Schuster, Juande Ramos, Manuel Pellegrini ni José Mourinho.

### Hércules CF
El 31 de agosto de 2010, el Real Madrid confirmó su cesión al Hércules CF hasta final de temporada. El 11 de septiembre, Drenthe debutó oficialmente con el Hércules, en la victoria del equipo alicantino sobre el Barcelona (0-2). Y durante la temporada, son continuos los problemas que mantiene con la entidad blanquiazul debido a su indisciplina. Su primer gol con el Hércules tuvo lugar el 14 de noviembre de 2010 contra la Real Sociedad, y supuso la victoria de su equipo por 2-1.
A principios de 2011, Royston protagoniza una seria polémica al no presentarse a los entrenamientos durante una semana por impago de su ficha.
Al finalizar la temporada 2010-11 su préstamo al Hércules finalizaría retornando así al Real Madrid, sin embargo el entrenador José Mourinho lo alistó junto con Gago, Pedro León y Lass como jugador que no sería tomado en cuenta para la temporada 2011/12.

### Everton
El 31 de agosto de 2011, último día del mercado de fichajes, Royston Drenthe deja el Real Madrid, club por el que fichó en el año 2007, para recalar cedido en el Everton FC, de la Premier League inglesa. Hizo su debut en la Premier League, saliendo desde el banquillo en el segundo tiempo del partido que acabó en empate 2-2 contra el Aston Villa. El 10 de septiembre, de nuevo desde el banquillo, en casa contra el Wigan Athletic anotó en el minuto 97 para completar el último gol en la victoria por 3-1.
Drenthe debutó como titular con el Everton FC el 21 de septiembre de 2011, en la Copa de la Liga de fútbol contra el West Bromwich Albion, asistiendo el gol de la victoria para Phil Neville a los 13 minutos de tiempo extra (2-1 en casa). Posteriormente, tuvo lugar su debut como titular en la liga, ante el Fulham el 23 de octubre de 2011,anotó su primer gol, a los tres minutos de juego, acabando en un resultado de 3-1 para el Everton.
El 21 de diciembre de 2011, después de tres semanas sin jugar debido a una lesión de tobillo, Drenthe asistido por Leon Osman anotó el único gol del partido en casa contra el Swansea City. El 18 de febrero del año siguiente, contra el Blackpool FC en la FA Cup, puso el primer gol marcador en tan solo 49 segundos, con el triunfo final en casa por 2-0. Drenthe comenzó en el siguiente partido con el Everton, anotando con un potente disparo raso desde los 18 metros el primer gol del 1-1 contra el Queens Park Rangers.
En marzo de 2012, Drenthe se le dio un permiso de ausencia por motivos personales y, al volver, se informó que llegó tarde al entrenamiento. Esto dio lugar a que el entrenador David Moyes descartara al jugador del equipo en la semifinal de la FA Cup. En una publicación en abril de 2012, acusó al jugador del FC Barcelona, Lionel Messi de ser racista, diciendo que el argentino le había llamado "negro" después de un altercado en el campo. Tras un año en el Everton abandona dicha entidad y se queda sin club hasta enero de 2013 donde ficha por el equipo FC Alania Vladikavkaz

### FC Alania Vladikavkaz
En su nuevo equipo, en la temporada 2012-2013, realizó una buena temporada jugando todos los partidos en la Liga Premier de Rusia y marcando el primer triplete de su carrera deportiva, pero a pesar de jugar muy bien y recordar parte del que fue, ese jugador joven con proyección que deslumbró a Europa, no pudo evitar el descenso de su equipo a la segunda categoría del fútbol ruso Primera División de Rusia.

### Reading Football Club
Tras el descenso de categoría del FC Alania Vladikavkaz, es fichado como agente libre por el Reading Football Club para la temporada 2013-2014.  Firma un contrato de dos años con la opción de una tercera, el 21 de junio de 2013. Hasta el 8 de marzo de 2014 no es capaz de conseguir su primer tanto, Drenthe anotó su primer gol para el club en un empate 1-1 en Brighton. Royston no consigue la regularidad durante el año y medio que se mantiene en el club, y probablemente el esfuerzo requerido para la categoría y aspiraciones del club. Por lo cual se marchará cedido la siguiente campaña. En palabras del mánager Steve Clarke "Royston Drenthe es, sin ninguna duda, un jugador con mucho talento. Sin embargo, a veces en el fútbol los fichajes no rinden como se espera. Y ese ha sido el caso de Royston en el Reading, así que lo mejor es que deje el club. Le deseamos la mejor de las suertes en el futuro",

### Sheffield Wednesday Football Club
En la temporada 2014-2015, Drenthe es cedido por seis meses al equipo Sheffield Wednesday de la Football League Championship inglesa. Su único gol con las "Lechuzas" lo anotará el 1 de noviembre frente al Charlton Athletic.

### Kayseri Erciyesspor

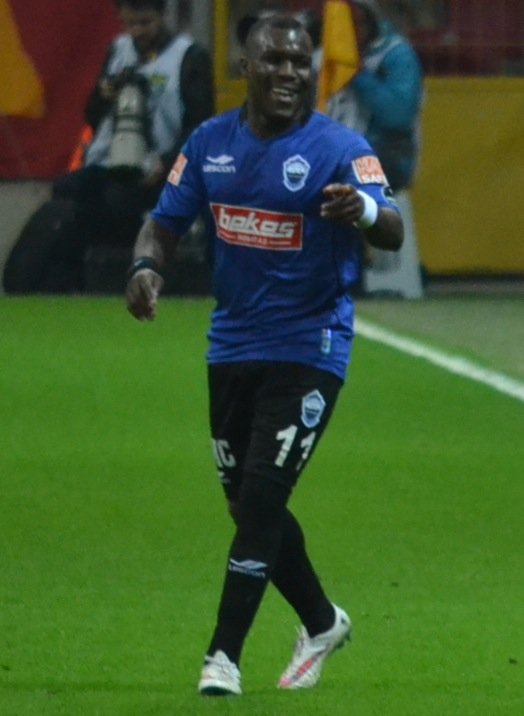
Drente en un partido con el Kayseri Erciyesspor en 2015

El 23 de enero de 2015, Drenthe firma por el conjunto turco Kayseri Erciyesspor, de la Superliga de Turquía. La intención era mantener al equipo en la Super Liga Turca, objetivo que no se cumple a pesar de las buenas actuaciones de Royston como el gol de la victoria por 1 a 2 del 25 de enero frente al Karabükspor

### Baniyas SC
En septiembre de 2015 fichó por Baniyas SC de la Liga de los EAU entrenado por el español Luis García Plaza siendo este el 9.º club de una carrera que le llevó a vivir en 6 países.  Tras finalizar la etapa en este club en 2016, Drenthe anunció su retirada de los terrenos de juego para dedicarse a la música. Comenzó a cantar bajo el nombre artístico de Roya2Faces. Después de dos años fuera del fútbol, Drenthe ficha por el Sparta de Róterdam en el verano de 2018.

### Sparta de Róterdam
En julio de 2018 fichó por el Sparta de Róterdam, confirmando así su vuelta a los terrenos de juegos.

### Etapa en el Kozakken Boys y retiro del fútbol profesional
El 25 de agosto de 2019 se hizo oficial su fichaje por el Kozakken Boys.
Dejó Kozak Boys inmediatamente el 17 de noviembre del 2023, ya no pudiendo superar ciertos problemas personales, el cual lo obligó a anunciar su retiro del fútbol profesional el 18 de noviembre del 2023, poniendo fin a 17 años de discreta carrera profesional.

### Regreso a España
El 6 de enero de 2021, se confirmó su fichaje por el Racing Murcia Fútbol Club de la Tercera División de España. El 30 de enero de 2022 se anunció su fichaje por el Real Murcia Club de Fútbol de la Segunda División RFEF, en un contrato que le vinculaba al equipo pimentonero hasta el final de la temporada 2021-2022. 
En agosto de 2022 fichó por el Racing Mérida de la Primera División Extremeña por una temporada aunque debido a problemas con su ficha nunca llegaría a debutar.

### Regreso al Kozakken Boys
En abril de 2023 volvería al Kozakken Boys de la Tweede Divisie.

## Selección nacional
Con la selección de fútbol sub-21 de los Países Bajos ganó la Eurocopa sub-21 del año 2007, en la que Países Bajos actuó como anfitriona tras haber ganado el año anterior. En dicho campeonato, marcó un gol frente a Bélgica, partido finalizado 2-2. Al finalizar el torneo fue nombrado mejor jugador de la competición. En 2008 formó parte de la selección que participó en los Juegos Olímpicos de Pekín, dónde también consiguió el galardón al mejor jugador de la competición.
Tras un buen inicio de temporada en el Hércules C.F., Drenthe debuta con la selección nacional absoluta el 17 de noviembre de 2010 en un amistoso disputado en Ámsterdam entre Países Bajos y Turquía, sustituyendo en el minuto 80 a Rafael van der Vaart, encuentro que finalizó 1-0.

### Participaciones en los Juegos Olímpicos
| Juegos Olímpicos            | Sede  | Resultado        |
| --------------------------- | ----- | ---------------- |
| Juegos Olímpicos Pekín 2008 | Pekín | Cuartos de final |

## Clubes
| Club                                | País            | Año       | Partidos | Goles |
| ----------------------------------- | --------------- | --------- | -------- | ----- |
| Feyenoord Róterdam                  | Países Bajos    | 2005-2007 | 24       | 0     |
| Real Madrid                         | España          | 2007-2010 | 65       | 4     |
| Hércules (cedido)                   | España          | 2010-2011 | 20       | 4     |
| Everton (cedido)                    | Inglaterra      | 2011-2012 | 27       | 4     |
| Alania Vladikavkaz                  | Rusia           | 2012-2013 | 6        | 3     |
| Reading                             | Inglaterra      | 2013-2015 | 24       | 2     |
| Sheffield Wednesday (cedido)        | Inglaterra      | 2014-2015 | 15       | 1     |
| Kayseri Erciyesspor                 | Turquía         | 2015      | 11       | 3     |
| Baniyas                             | Emiratos Árabes | 2015-2016 | 21       | 0     |
| Sparta Róterdam                     | Países Bajos    | 2018-2019 | 32       | 5     |
| Kozakken Boys                       | Países Bajos    | 2019-2021 | 10       | 3     |
| Racing Murcia Fútbol Club           | España          | 2021-2022 | 30       | 10    |
| Real Murcia Club de Fútbol (cedido) | España          | 2022      | 9        | 0     |
| Racing Mérida Fútbol Club           | España          | 2022-2023 | -        | -     |
| Kozakken Boys                       | Países Bajos    | 2023-     |          |       |

## Palmarés

### Campeonatos nacionales
| Título              | Club        | País   | Año  |
| ------------------- | ----------- | ------ | ---- |
| Liga Española       | Real Madrid | España | 2008 |
| Supercopa de España | Real Madrid | España | 2008 |

## Distinciones individuales
- Mejor jugador en la Eurocopa 2007 con la selección neerlandesa sub-21.
- Mejor jugador en los Juegos Olímpicos de Pekín 2008 con la selección neerlandesa.

## Vida privada
Drenthe tiene varios familiares que son futbolistas profesionales: Giovanni Drenthe (hermano), Georginio Wijnaldum (primo), Rajiv van La Parra (primo), Giliano Wijnaldum (primo) y Tyrone Conraad (primo).